# موسيقى أحادية الصوت

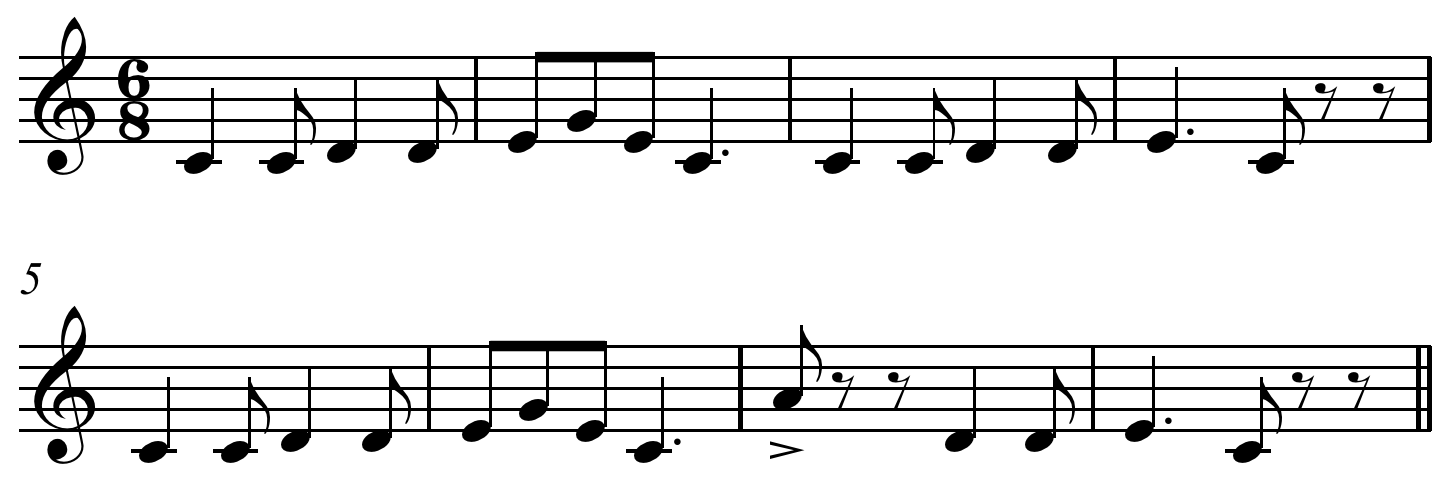
"Pop Goes the Weasel" لحن

أحادية الصوت أو المونوفونية (بالإنجليزية: Monophony) هي الموسيقى أو اللحن التي تتكون من صوت واحد، إما لمؤدي واحد أو مجموعة تغني معا دون مصاحبة من أي نوع. الموسيقى الغنائية أحادية الصوت كانت موجودة منذ العصور القديمة. بزنطيا واليهود والترتيل الجريجوري كلها أحادية الصوت. أغنيات المنسترال (التروبادور والتروفير والمنسنجر) ومختلف التراتيل في العصور الوسطى أيضا أحادية الصوت. لكن في بعض الحالات لا عرف بالفعل إن كانت الأغنيات في العصور الوسطى أحادي الصوت أو إن كانت مصاحبة ارتجالية للتآلفات التي يقدمها مطرب الأغاني الشعبية على الجيتار أو البانجو.

## الهوامش
1. ↑  Kliewer, Vernon (1975). "Melody: Linear Aspects of Twentieth-Century Music", Aspects of Twentieth-Century Music. Wittlich, Gary (ed.). Englewood Cliffs, New Jersey: Prentice-Hall. ISBN 0-13-049346-5.
2. ↑  منير البعلبكي؛ رمزي البعلبكي (2008). المورد الحديث: قاموس إنكليزي عربي (بالعربية والإنجليزية) (ط. 1). بيروت: دار العلم للملايين. ص. 740. ISBN:978-9953-63-541-5. OCLC:405515532. OL:50197876M. QID:Q112315598.
3. ↑  أحمد زكي بدوي (1991). معجم مصطلحات الدراسات الإنسانية والفنون الجميلة والتشكيلية (بالعربية والإنجليزية والفرنسية) (ط. 1). القاهرة، بيروت: دار الكتاب المصري، دار الكتاب اللبناني. ص. 232. ISBN:978-977-18-7508-6. OCLC:25480306. QID:Q132370849.
4. ↑  The Facts on File Dictionary of Music, Christine Ammer 2004